# Операція «Анаконда»
Операція «Анаконда» (англ. Operation Anaconda) — спільна військова операція коаліційних сил НАТО та партнерів, а також парамілітарних підрозділів ЦРУ та Афганської армії, що проводилася у березні 2002 року під час війни в Афганістані на сході країни. Змістом операції «Анаконда» визначалося розгром великого угруповання сил Талібану та Аль-Каїди, що зосередилися в долині Шах-і-Кот у провінції Пактія на південному сході від міста Зурмат. Операція стала першою масштабною битвою із залученням американських регулярних військ після завершення боїв у Тора-Бора у грудні 2001 року.

## Зміст

### Передумови
На початку 2002 року, американські джерела інформації, зокрема розвідувальні дані, вказували на зосередження значної кількості бойовиків Талібану та Аль-Каїди на сході Афганістану в районі долини Шах-і-Кот в провінції Пактія. За даними розвідки повстанці зосередили близько 150–200 бійців, які інтенсивно готуються до весняного наступу в найближчому оточенні проти коаліційних сил. Також, високий ступінь достовірності мала інформація, що саме тут перебувають ватажки Талібану, зокрема Джалаледдін Хаккані і Саїф Рахман.
Наприкінці січня-лютому 2002 року, американське командування ухвалило рішення завдати випереджувального удару й знищити угруповання противника до того, як воно відновить активність. Керівництво коаліційних сил спланувало штурм долини Шах-і-Кот за допомогою Афганських збройних сил, яких готували та тренували американські сили спеціальних операцій. Генерал-майор Франклін Хагенбек, командир Об'єднаної змішаної оперативної групи «Гори» (англ. Combined Joint Task Force Mountain) був призначений командувачем операції. За його планом знищення угруповання противника передбачалося здійснити за класичним варіантом тактики «молота та ковадла», тобто шляхом раптової атаки зі різних сторін з одночасним блокуванням шляхів втечі бойовиків Талібану на схід до Пакистану. За його задумом, очікувалося, що повстанці, як у випадку в боях за Тора-Бора кільками місяцями раніше, спробують розбитися на дрібні групи та прорватися крізь заслони, тому загони, що мали блокувати їх, будуть у змозі оточити бойовиків та знищити.
Для виконання замислу операції, окрім сил спеціальних операцій американці вирішили залучити регулярні війська, серед яких 187-й парашутний полк («Раккасани») 101-ї повітрянодесантної дивізії під командуванням полковника Френка Верчинського, 87-й піхотний полк 10-ї гірсько-піхотної дивізії підполковника Пола Лакамера, що мусили заблокувати шляхи відходу основних сил противника на найзагрозливіших напрямках. Через складні географічні умови регіону основну вогневу підтримку надавали підрозділи американських військово-повітряних сил, а ні артилерія. Також до підтримки з повітря залучалася частка авіаційного компоненту ВМС США і французькі «Міражи»-2000.
Угруповання союзних та афганських військ поділялося на дві основні складові: оперативні групи «Молот» та «Ковадло». До складу групи «Молот» увійшли формування Афганської армії та ССО коаліційних сил, вони мусили атакувати противника з фронтальної частини долини Шар-і-Кот. Оперативна група «Ковадло» включала тактичну групу «Раккасани» та 1-й батальйон 87-го полку американської армії. Їхнім завданням було міцно закріпитися на шляхах відходу та не допустити прориву Талібану до Пакистану. Оперативні групи ССО також запроваджували розвідку в зоні ведення бойових дій.

### Склад сил
До складу угруповання коаліційних сил входили підрозділи американських 10-ї гірсько-піхотної дивізії, тактична група «Раккасани» 101-ї повітрянодесантної дивізії, рота «B» 159-го вертолітного полку, 75-го полку рейнджерів, сил спецоперацій армії, Об'єднаного Командування спеціальних операцій, загони спеціальних акцій, 11-та оперативна група ВМС США, тактичні групи «Боуї», «Даггер»; британські командос Королівської морської піхоти; канадські 3-й батальйон полку легкої піхоти принцеси Патрісії та 2-га Об'єднана оперативна група; німецький Kommando Spezialkräfte; норвезькі ССО FSK і MJK; австралійського полку САС, новозеландської Спеціальної повітряної служби, данських ССО Jægerkorpset і Frømandskorpset, а також проурядові Афганські підрозділи.

### Перебіг подій
Операція «Анаконда» розпочалася ввечері 1 березня 2002 року, коли підрозділи спецоперацій розпочали вихід на визначені позиції з метою організації спостереження та розвідки навколо долини Шах-і-Кот. Зранку по 13 позиціях Талібану мала завдати бомбо-штурмовий удар група американських винищувачів та бомбардувальників, проте, через побоювання «дружнього вогню» по операторах ССО, що перебували вже на позиціях, на початковій стадії бомбардування їхній виліт був по запитанню з землі перерваний та врешті скасований.

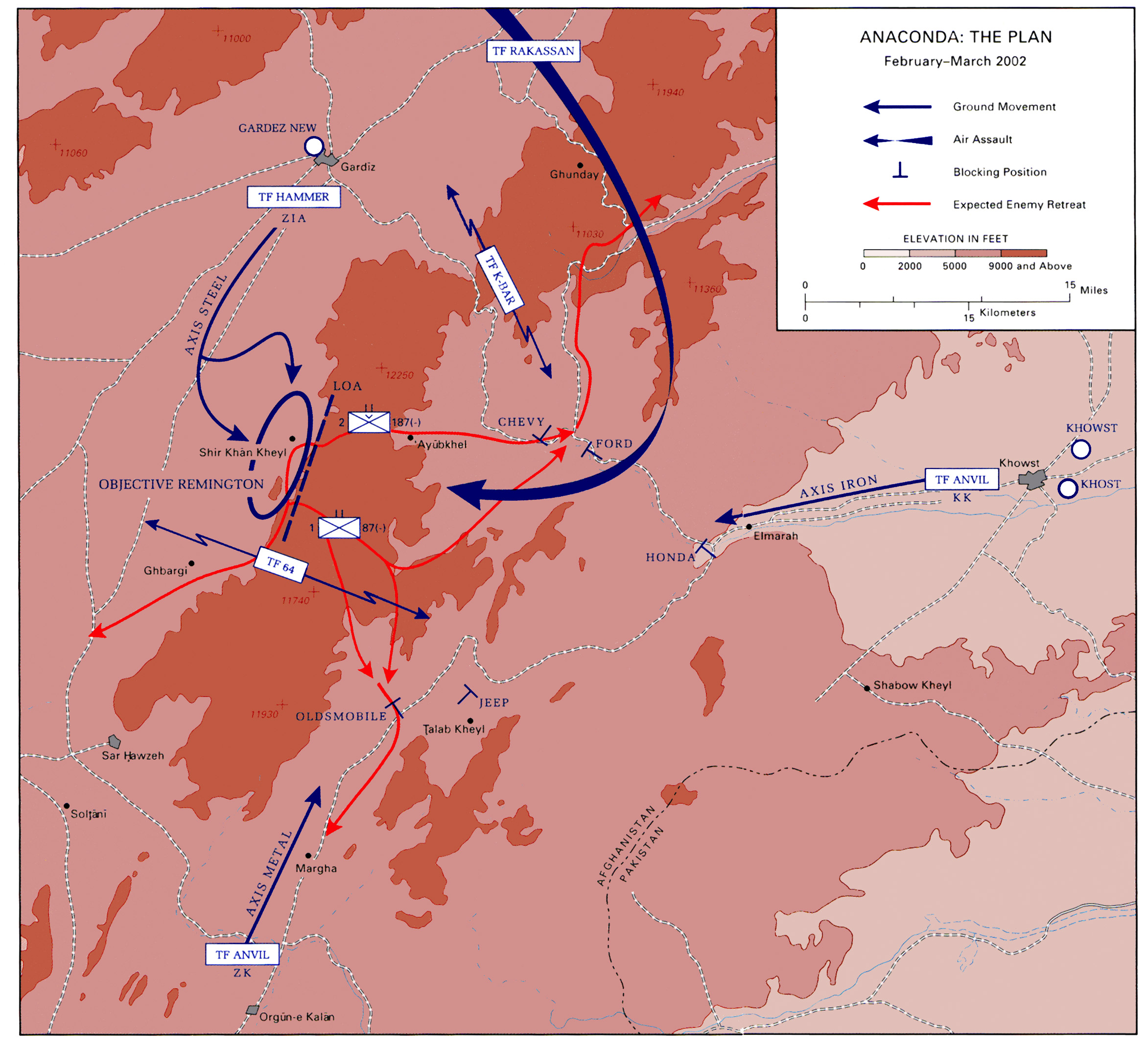
План операції «Анаконда»

Тим часом, американські сили спецоперацій, що поділялися на три тактичні групи: «Джуліет», «Індія» та «Мако 31» зайняли визначені вогневі та спостережні позиції. Групи «Джуліет» та «Індія» з особовим складом частин спеціальних місій армійського спецзагону «Дельта» та флотського «DEVGRU» зайняли свої позиції на півночі та півдні долини Шах-і-Кот, а також тримали околиці міста Гардез. Група ССО «Мако 31», розвідувальний елемент з операторів 2-ї й 3-ї груп «морських котиків» здійснила спробу зосередитися на спостережному пункті на горі «Палець», звідки забезпечувати розвідувальною інформацією тактичну групу десантників «Раккасани», що мусили висаджуватися поблизу. Однак снайпери групи своєчасно побачили поруч з їхньою позицією групу наметів та озброєних бойовиків Талібану, зокрема великокаліберним кулеметом ДШК. Цей вогневий засіб напряму загрожував планам висадки американських десантників на вертольотах «Чінук», що мали незабаром розпочати операцію.

#### Оперативна група «Молот»
Близько 1:30 ночі підрозділи оперативної групи «Молот» виїхали автомобілями з місту Гардез та попрямували в бік долини, до визначеного району зосередження вони мали прибути о 6:30 ранку. Проте, в колоні на місцевих автівках, так званих «джунглі-траках», їхала також значна кількість афганських урядових військових. Через поганіші дорожні умови в повній темряві погано навчені водії неодноразово зупинялися, злітали з дороги, декілька разів афганські вантажівки навіть перекидалися, кількох солдатів поранило внаслідок аварій. А коли командири віддали наказ увімкнути світло то демаскували рух колони військ. Колона розтягнулася майже на 5 км.
Бачачи такий безлад в організації маршу, американські військовики на чолі з чіф-воррент-офіцером С.Гарріманом з 3-ї армійської групи ССО вирішили відірватися вперед, щоб вчасно прибути у визначену точку збору. Через погану організацію взаємодії, бойовий літак AC-130, що прикривав їх з повітря, помітив окрему колону автомобілів та прийняв їх за ворожу й обстріляв з бортових систем. Унаслідок інциденту загинув С.Гарріман та декілька американських і афганських військовиків дісталися поранень.

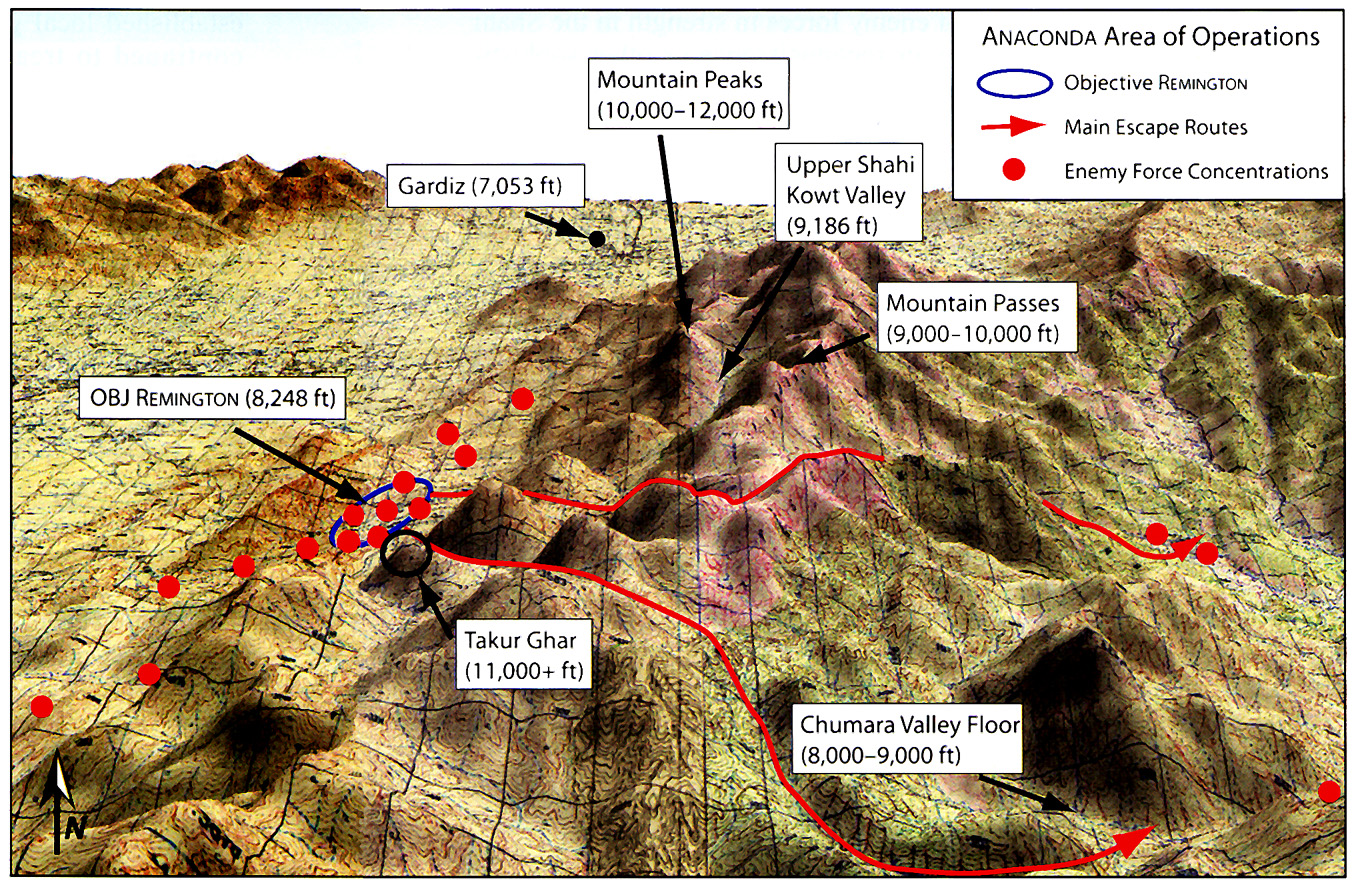
Схематичне зображення району ведення боїв біля Такур-Гар. 3-4 березня 2002

Нарешті о 06:15 основна маса оперативної групи «Молот» прибула у визначений район та зупинилася в очікуванні 55-хвилинного бомбардування ворожих позицій. Однак, вони не знали, що бомбардування буде перерване через можливе ураження власних військ, що вже вийшли на позиції. Афганські солдати були дуже деморалізовані таким перебігом подій. І коли автомобілі з бійцями наблизилися до своєї цілі, гори «Кит», майже на 1,5 км, по них вдарили міномети моджахедів. Вояки АНА спішилися з транспорту та залягли. Під мінометним вогнем вони втратили загиблими та пораненими близько 20 чоловіків, але на вимогу американських інструкторів атакувати в пішому порядку, їхнє командування відповіло відмовою. Американські оператори ССО спробували викликати авіацію безпосередньої підтримки, але тільки один літак зміг прилетіти, решта під щільним вогнем Талібану прикривала американські війська на східній стороні долини.
Остаточно деморалізовані, дезорганізовані під вогнем противника, афганські війська почали відступати в напрямку Карвазі, де поступово зосередилися усі їхні підрозділи. Після полудня, командир афганських сил віддав наказ на повернення свого формування до пункту постійної дислокації в Гардезі. До кінця дня ця тактична група вийшла з бою, втративши одного загиблого та трьох поранених американських військовиків, а також трьох загиблих і 14 поранених афганських солдатів. Самочинний вихід з бою афганської армії поставив під загрозу весь план операції.

#### Оперативні групи «Ковадло»/«Раккасан»
О 06:30 2 березня 2002 року перша хвиля «Раккасанів» та гірська піхота у кількості 200 чоловік висадилися шістьма вертольотами «Чінук» на північному та південному хребтах по периметру долини на визначені рубежі. Друга хвиля з 200 десантників та гірських стрільців мала висадитися на посилення першого ешелону через 3,5 години. Проте, перша хвиля практично негайно після висадки підпала під артилерійський та мінометний обстріл бойовиків. З боями їм довелося прориватися до своїх об'єктів, водночас, це було дуже складно здійснити під безперестанним вогнем противника з усіх напрямків. Підрозділи 1-го батальйону 87-го полку все більше ув'язувалися у запеклі сутички з афганськими повстанцями, незабаром ті наблизилися до солдатів коаліційних сил та почали застосовувати ручні гранатомети і кулемет ДШК. Особливо важка ситуація склалася на південній ділянці, де висадилося керівництво операцією. Прикриття в зоні висадки американцям надавали два вертольоти AH-64 «Апач», проте, в такій обстановці їх бойових можливостей вкрай не вистачало. Вояки вели бій майже у повному оточенні, висадка другої хвилі десанту за таких обставин тимчасово була скасована.
Оператори ССО систематично наводили на позиції Талібану літаки B-1, B-52, F-15, F-18 та F-16, які спричиняли значні втрати серед них, проте, як з'ясувалося пізніше, розвідувальна інформація стосовно чисельності та озброєння ворога, що зосередився в долині, була помилковою. За попередніми даними американська розвідка повідомляла про 200–300 повстанців, але їх в Шар-і-Кот було щонайменше 700–1000 і озброєння їхнє було набагато потужніше, ніж очікувалося.

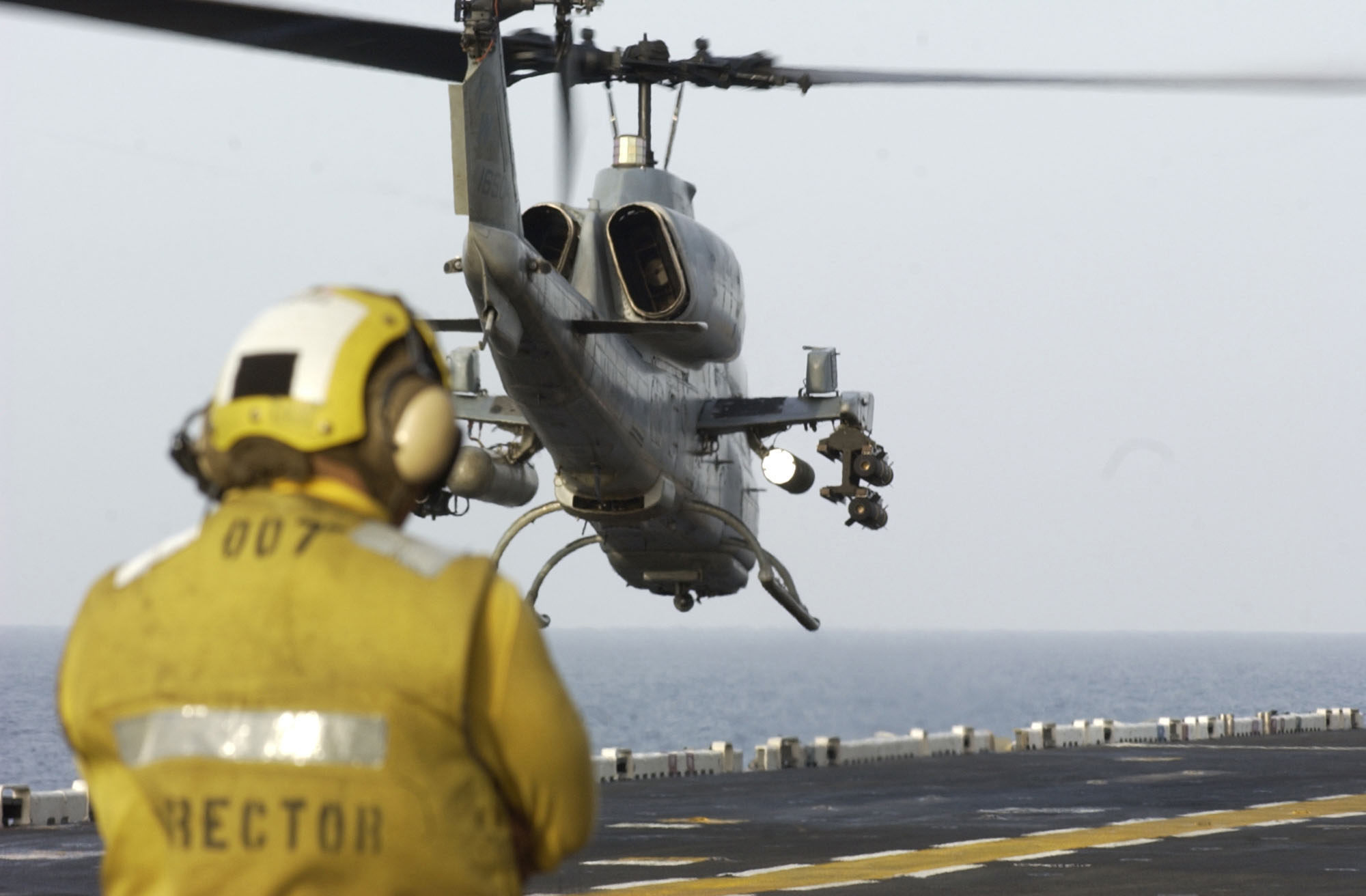
Зліт з борту універсального десантного корабля «Бономм Річард» вертольоту AH-1W «Супер Кобра» на підтримку боїв в долині Шар-і-Кот. 4 березня 2002

Вночі американські вертолітники спромоглися евакуювати поранених з поля бою.
3 березня вранці другий ешелон у кількості 200 американських солдатів був під мінометним обстрілом ворога висаджений на посилення на північні схилі гір навколо долини, звідкіля проривався на сім основних пунктів блокування по периметру Шар-і-Кот. Пізніше на посилення оперативної групи «Раккасан» прибули дві резервні роти.
Поступово бойові дії перетворювалися на низку поодиноких боїв та сутичок навколо долини. Наступними днями, американці за підтримки своїх союзників осідлали пануючі висоти та за підтримки армійської авіації й бомбардувальників блокували ймовірні шляхи відходу бойовиків Талібану. У боях перших днів війська оперативної групи не втратили загиблим жодного військовослужбовця, проте мали велику кількість поранених у боях, у тому числі важкопоранених.
Близько 2:30 ранку 4 березня CH-47 «Чінук» з операторами ССО на борту намагався здійснити їхню висадку на піку гори Такур-Гар, найвищої вершини навколо долини. Коли гелікоптер наблизився до цілі, його обстріляли з гранатометів моджахеди, дві гранати влучили у «Чінук», який намагаючись уникнути удару о ґрунт, провів різкий маневр. Унаслідок різкого повороту з борту на гору випав «морський котик» петті-офіцер I класу Нейл Робертс, якого згодом захопили та стратили афганські бойовики. Під час повторної спроби висадки американці спромоглися зачепитися за гору, але від вогню противника втратили одного SEAL. Через дві години на позицію прибуло посилення з 9-ти армійських рейнджерів 11-ї оперативної групи ВМС, яке відразу потрапило під щільний вогонь. Чотири рейнджери загинули у перші хвилини бою, решта дісталася поранень, вертоліт був підбитий. Намагаючись придушити опір ворога, американці завдали серію авіаударів по позиціях поблизу точки висадки морських котиків, знищивши їх вогневі засоби й через якісь час на допомогу прибув вертоліт з 35-ма рейнджерами. Пополудні об'єкт ціною життя сімох та шістьох поранених американських вояків був захоплений.

### Зміна планів
З огляду на несприятливу обстановку, що склалася, командир Об'єднаної змішаної оперативної групи «Гори» вніс коректури в загальний задум операції та змінив формат тактичного прийому «молота та ковадла» на принцип максимального блокування обложених сил Талібану з одночасним масованим застосуванням власних засобів вогневого ураження по викритих позиціях противника. Через те, що в американців не було можливості застосовувати артилерію, наголос робився на залучення до вогневого ураження літаків та вертольотів коаліційних сил.

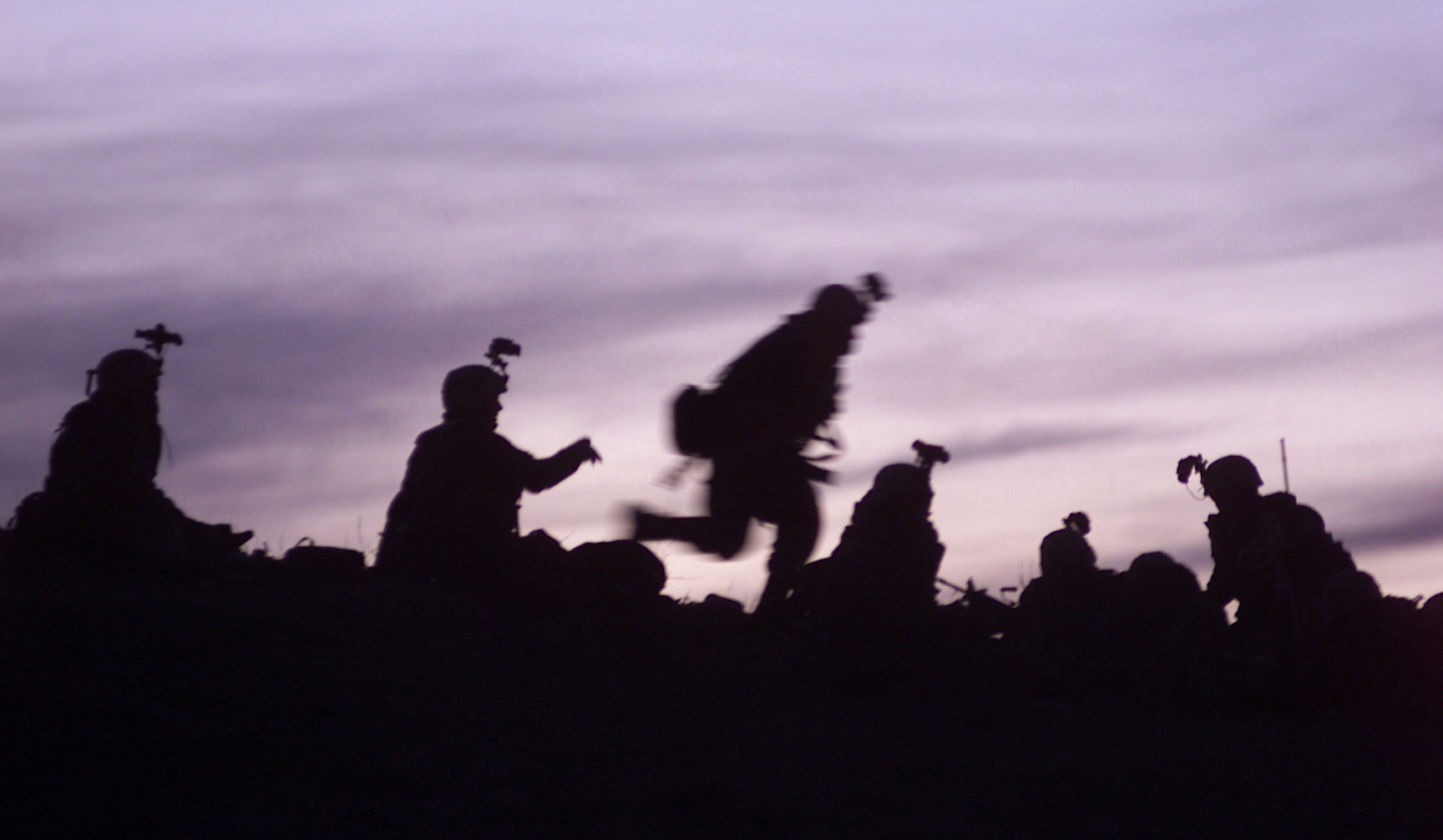
Підрозділ американської 10-ї гірської дивізії веде бій у долині Шар-і-Кот. Березень 2002

Об'єднана змішана оперативна група «Гори» зосередила для реалізації цих завдань близько 200 літальних апаратів ВПС. Наступними днями, вони здійснювали понад 65 літако-вильотів щодня, завдаючи ударів по схронах, вогневих точках та поодиноких цілях моджахедів. За весь час операції військова авіація здійснила близько 900 штурмовок позицій противника та майже 2 000 вильотів на підтримку своїх військ. У такій спосіб по Талібану був завданий потужний удар, ворог щодня втрачав велику кількість своїх вояків.
За станом на 9 березня під впливом інтенсивних бомбардувань та постійних атак з повітря бойовики втратили значну кількість своїх вогневих засобів, як-то мінометів, великокаліберних кулеметів, станкових гранатометів тощо, моральний дух повстанців почав падати. Бачачи такий стан справ, керівництво віддало наказ на поступове залишення бойовиками та їх прибічниками долини гірськими тропами та відхід з Шар-і-Кот.
Тим часом, на позиції американських військ повітрям були перекинуті важкі міномети та гірські гармати, інтенсивність вогню наростала. До 12 числа основна маса повстанців була або знищена вогнем та ударами з повітря, або потай залишила оборонні рубежі та відступила в гори. Водночас, ще протягом тижня з поодинокими моджахедами тривала стрілянина.
17 березня 2002 року операція «Анаконда» закінчилася. Загалом американське командування досягло визначених цілей, звільнивши долину Шах-і-Кот від бойовиків Талібану. Американці втратили 8 своїх військових, ще 82 дісталися поранень. Причому левова частка втрат припадала на перші чотири дні операції.

## Підсумки операції
Керівництво армією США та керманичі війни в Афганістані вважали операцію «Анаконда» значним успіхом коаліційних сил, хоча це оптимістичне твердження було неоднозначно сприйняте в армійських колах. По-перше, виявилися значні недоліки в організації управління операцією із залученням великої кількості різнорідних сил та засобів, у тому числі з іноземних армій. На початковій фазі битви генерал-майор Ф. Хагенбек, що теоретично керував усіма компонентами, одночасно не мав усіх повноважень у керівництві всіма силами повною мірою. Операція «Анаконда» висвітлила необхідність присутності максимально близько до району бойових дій командира, який мусив об'єднувати у своїх руках усі важелі управління усіма компонентами та своєчасно і адекватно реагував на будь-які зміни обстановки.
По-друге, на етапі планування не приділялося належної уваги авіаційному компоненту сил коаліції, що призвело до серйозних труднощів в організації взаємодії наземних підрозділів на полі бою з ударною авіацією. Водночас, досвід цієї операції спричинив кардинальне удосконалення механізмів взаємодії між ВПС і армією США.
Хоча втрати сил «Аль-Каїди» вважаються невідомими; за різними даними, вони становлять від 100 до 1000 чоловік загиблими, битва в долині Шах-і-Кот залишається найбільшим боєм за участю наземних сил США в Афганістані в ході війни.